# Districtul Lingen
Lingen este un fost district rural din sud-vestul landului Saxonia Inferioară, Germania. Capitala districtului era Lingen (Ems), districtul se întindea pe o suprafață de 816,4 km² (1971) și avea 81.597 loc. cuprinzând 50 de comune și 2 orașe:
| Ahlde, Altenlingen, Andervenne-Niederdorf, Andervenne-Oberdorf, Baccum, Bawinkel, Beesten, Berge, Bernte, Bexten-Listrup, Bramsche-Wesel, Brögbern, Brümsel, Clusorth-Bramhar, Duisenburg, Ellbergen, Emsbüren, Estringen, Stadt Freren, Gersten, Gleesen, Handrup, Heitel, Holsten, Holthausen, Hüvede-Sommeringen, Hummeldorf, Langen, Lengerich, Leschede, Stadt Lingen, Lohe-Venslage, Lünne, Mehringen, Messingen, Münnigbühren, Mundersum, Plankorth, Ramsel, Salzbergen, Schapen, Schepsdorf-Lohne, Schwartenpohl, Setlage, Spelle, Steide, Suttrup, Thuine, Wachendorf, Wettrup |